# 인간생물학
인간생물학(人間生物學) 또는 인체생물학(人體生物學, 영어: human biology)은 의학적 자료를 바탕으로 인간의 신체 구조, 각종 신체기관, 감각, 신경조직의 기능을 연구함과 동시에 인간의 발달 과정(태아의 형성, 성장, 생식, 늙음)에서 빚어지는 문제점들을 제시하고 그에 대한 해결 방안을 모색하는 생물학의 비교적 새로운 한 분야이다. 인간생물학과 밀접한 관계를 가진 분야로는 해부학, 생리학, 세포생물학, 면역학, 유전학, 진화 생물학, 생물환경학, 고생물학 등을 손꼽을 수 있다.